# Chimpín

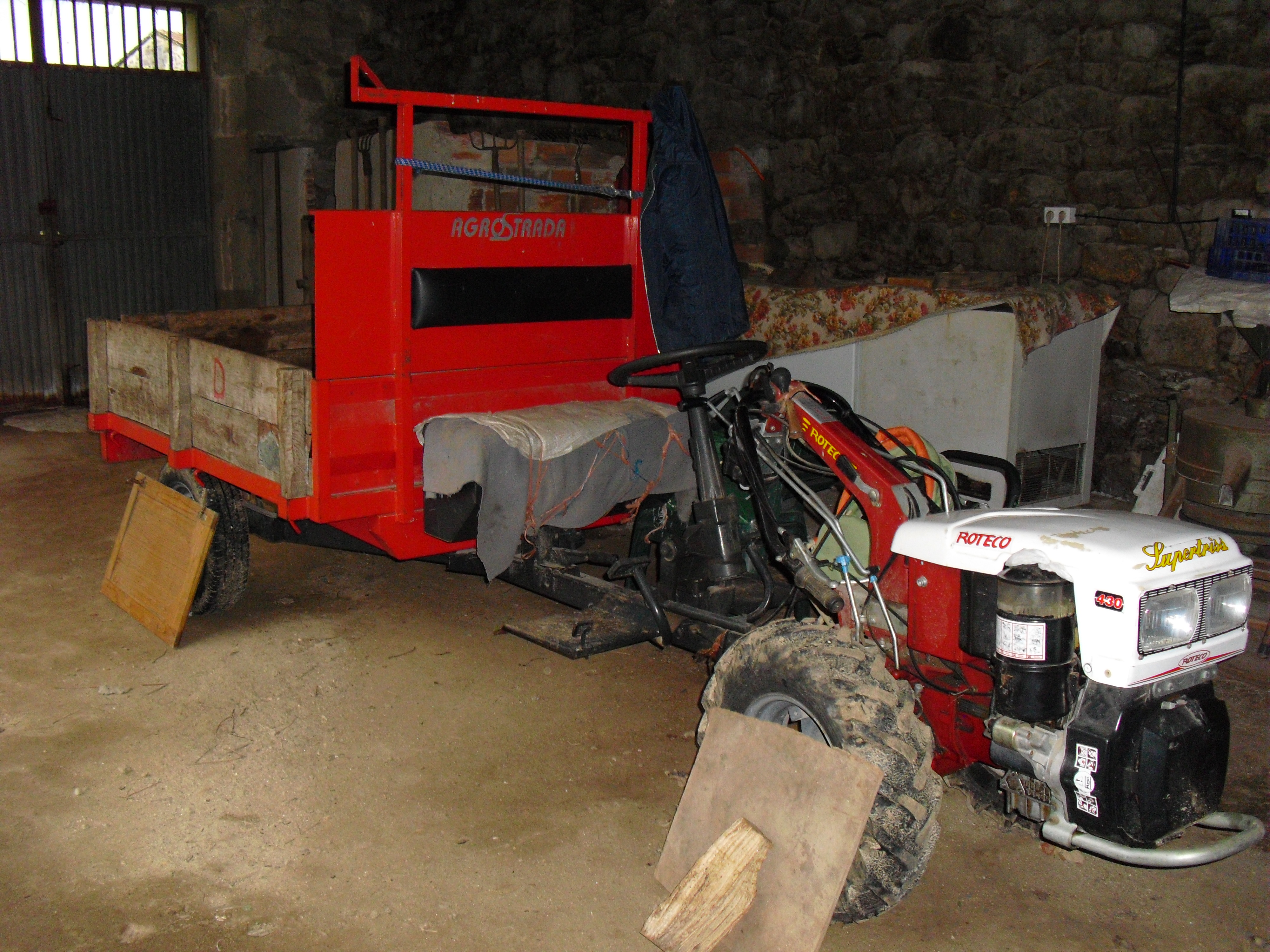
Chimpín

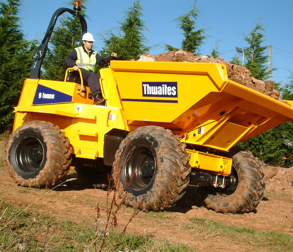
Chimpín con volquete

Un chimpín es un vehículo diseñado para el transporte de materiales ligeros utilizados principalmente en agricultura y construcción. 
Se le llama también tractor de volquete, o de caja abatible o, por su denominación en inglés, "dumper" cuando permite volcar el material transportado inclinando la caja donde se aloja.